# جان دي لا شابيل
جان دي لا شابيل (بالفرنسية: Jean de La Chapelle)‏ (24 أكتوبر 1651، بورج في فرنسا - 29 مايو 1723، باريس في فرنسا)؛ مؤلِّف، كاتب مسرحي وروائي فرنسي.